# Симон Зилот
Симон Зилот је био један од дванаест Христових апостола.
Симон Зилот или Симон Кананит је био један од дванаест великих Апостола. Родом је из Кане Галилејске. На свадбу му је дошао Исус Христос са Мајком и са ученицима. Како у Библији пише, када је нестало вина Исус је претворио воду у вино. Видећи ово чудо, младожења Симон је оставио кућу, и родитеље и невесту, па је пошао за Христом. Зилот или Кананит значи ревнитељ, а ревнитељем Симон је назват због своје велике ревности према Христу и Његовом Јеванђељу. По пријему Светога Духа Симон је отишао да проповеда Јеванђеље у Мавританији у Африци. Пошто је успео да многе обрати вери Христовој, намучен је и најзад на крсту распет.
Српска православна црква слави га 10. маја по црквеном, а 23. маја по грегоријанском календару.